# هيلين كريسويل
هيلين كريسويل (بالإنجليزية: Helen Cresswell)‏ هي كاتبة للأطفال وكاتبة سيناريو وكاتِبة بريطانية، ولدت في 11 يوليو 1934 في Kirkby-in-Ashfield ‏ في المملكة المتحدة، وتوفيت في 26 سبتمبر 2005 في نوتنغهامشير في المملكة المتحدة بسبب سرطان المبيض.

## وصلات خارجية
- هيلين كريسويل على موقع IMDb (الإنجليزية)